# Scrophularia capusii
Scrophularia capusii là một loài thực vật có hoa trong họ Huyền sâm. Loài này được Tzagolova miêu tả khoa học đầu tiên.